# Jagdwaffe

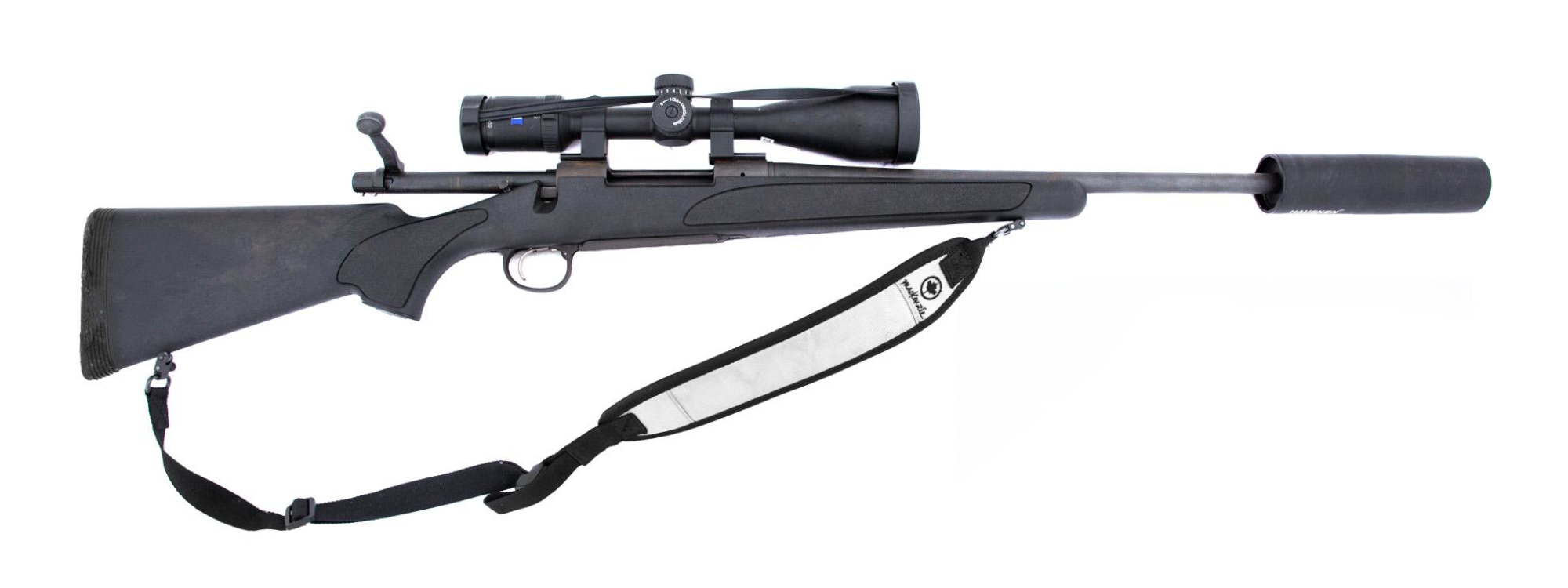
Remington Model 700 in .30-06 Springfield mit montiertem Zielfernrohr und Schalldämpfer – diese und andere vom Mauser System 98 abgeleitete Waffen zählen zu den am meisten produzierten und genutzten Repetiergewehren bei der Jagd

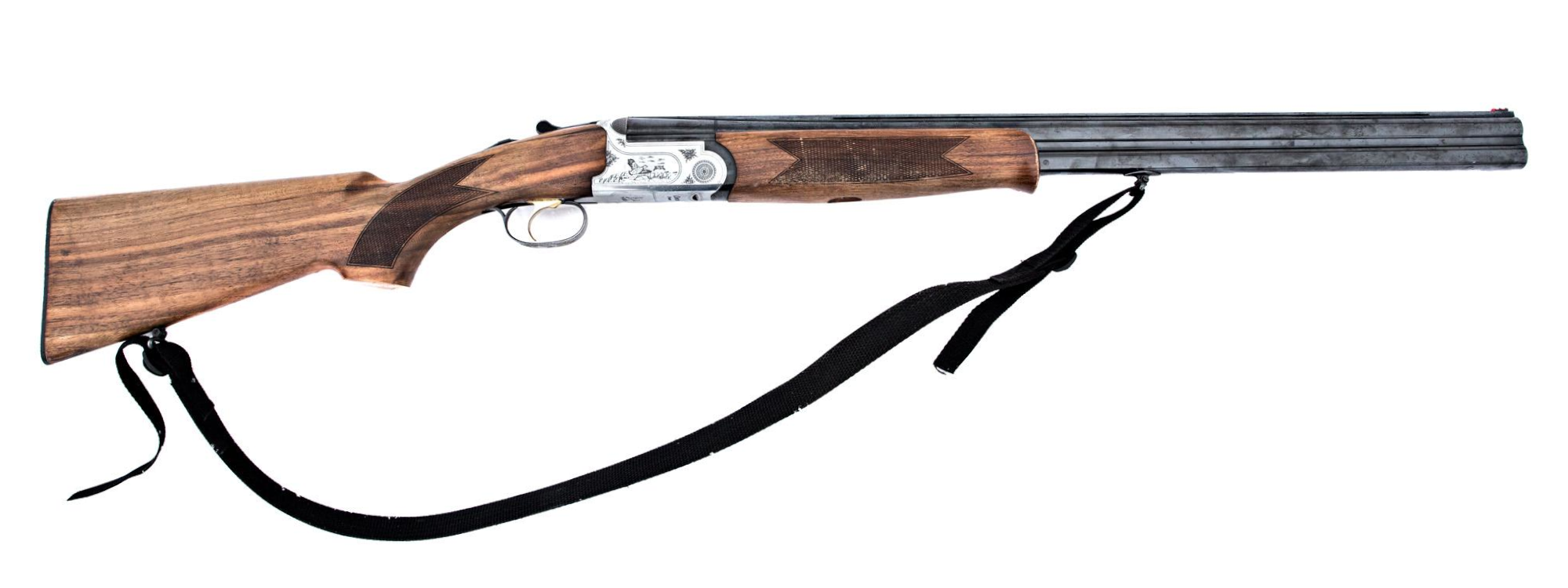
Klassische Bockflinte im Kaliber 12

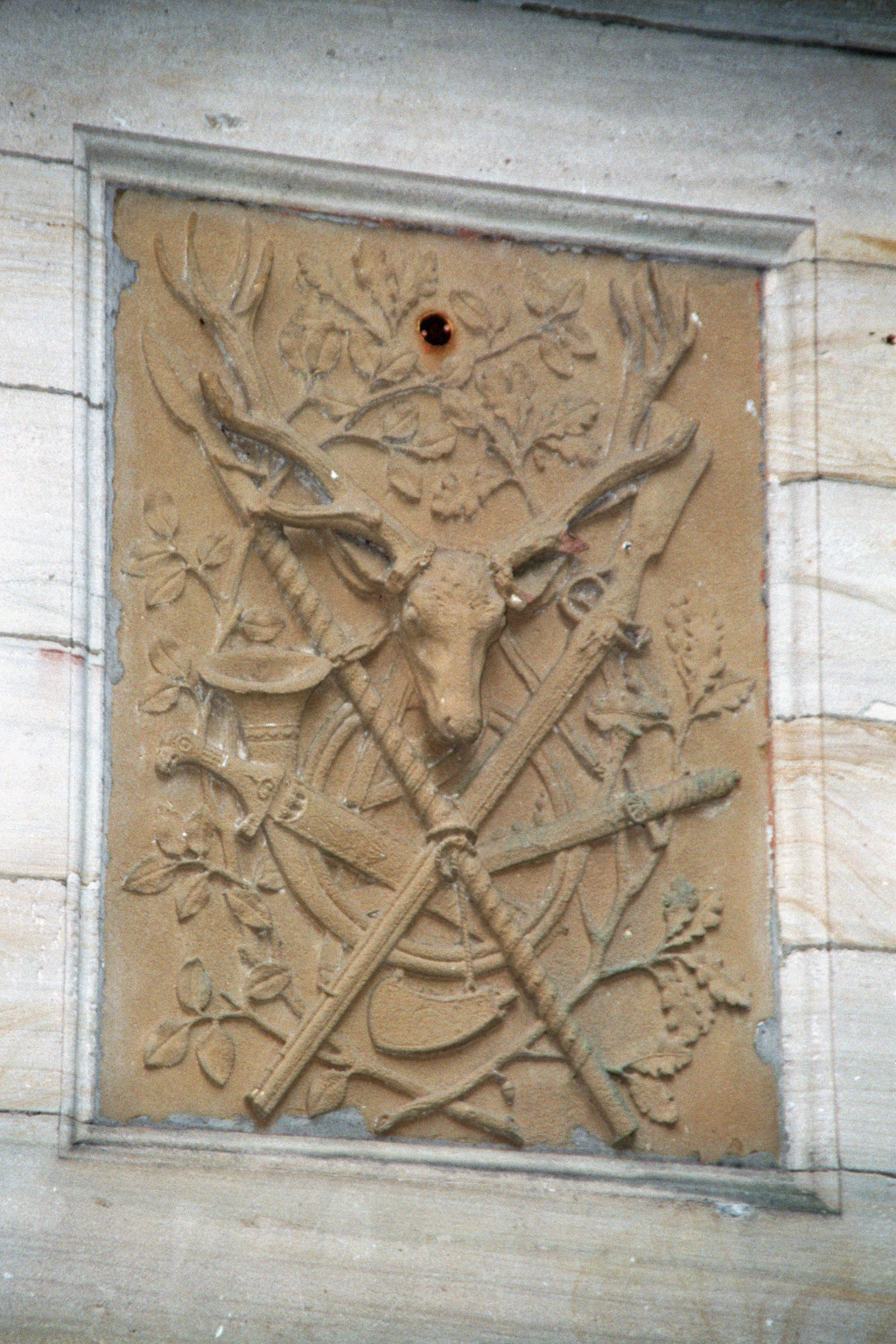
Eine Sammlung verschiedener Jagdwaffen auf dem Hartig-Denkmal in Darmstadt

Jagdwaffen sind Waffen, die zur Jagd verwendet werden oder zur Jagd geeignet sind.
Moderne Jagdwaffen sind im Allgemeinen Feuerwaffen wie beispielsweise:
- Büchsen
- Flinten
- kombinierte Waffen mit Büchsen- und Flintenlauf
- Revolver
- Pistolen

Weiter gibt es noch die kalten Jagdwaffen. Dabei handelt es sich um Klingenwaffen wie beispielsweise:
- Jagdmesser
- Nicker
- Hirschfänger
- Tüllmesser
- Waidblatt
- Standhauer
- Praxe
- Jagdsäbel
- Bärenspieß
- Saufeder

Diese Waffen zählen zu den sogenannten Blankwaffen.
Jagdwaffen früherer Zeiten, die in einigen Ländern heute noch verwendet werden:
- Speer
- Speerschleuder
- Lanze
- Bogen
- Armbrust
- Schleuder
- Bola (Kurzform von Boleadora)
- Blasrohr
- Bumerang